# Hệ thống giao thông nhanh Cao Hùng
Hệ thống giao thông nhanh Cao Hùng (tiếng Trung: 高雄大眾捷運系統, 高雄捷運), còn được gọi là MRT Cao Hùng (mass rapid transit, Hệ thống giao thông đại chúng tốc độ cao) là một hệ thống đường sắt đô thị tốc độ cao phục vụ cho một khu vực rộng lớn ở vùng đô thị Cao Hùng. Công trình được bắt đầu xây dựng vào tháng 10 năm 2001. Tuyến MRT đã mở cửa vào năm 2008 và Tuyến vòng vào năm 2015. KRTS thuộc quản lý của Tổng công ty vận chuyển nhanh Cao Hùng (KRTC; tiếng Trung: 高雄捷運公司) dưới hợp đồng BOT mà công ty đã ký với chính phủ thành phố Cao Hùng.

## Tuyến

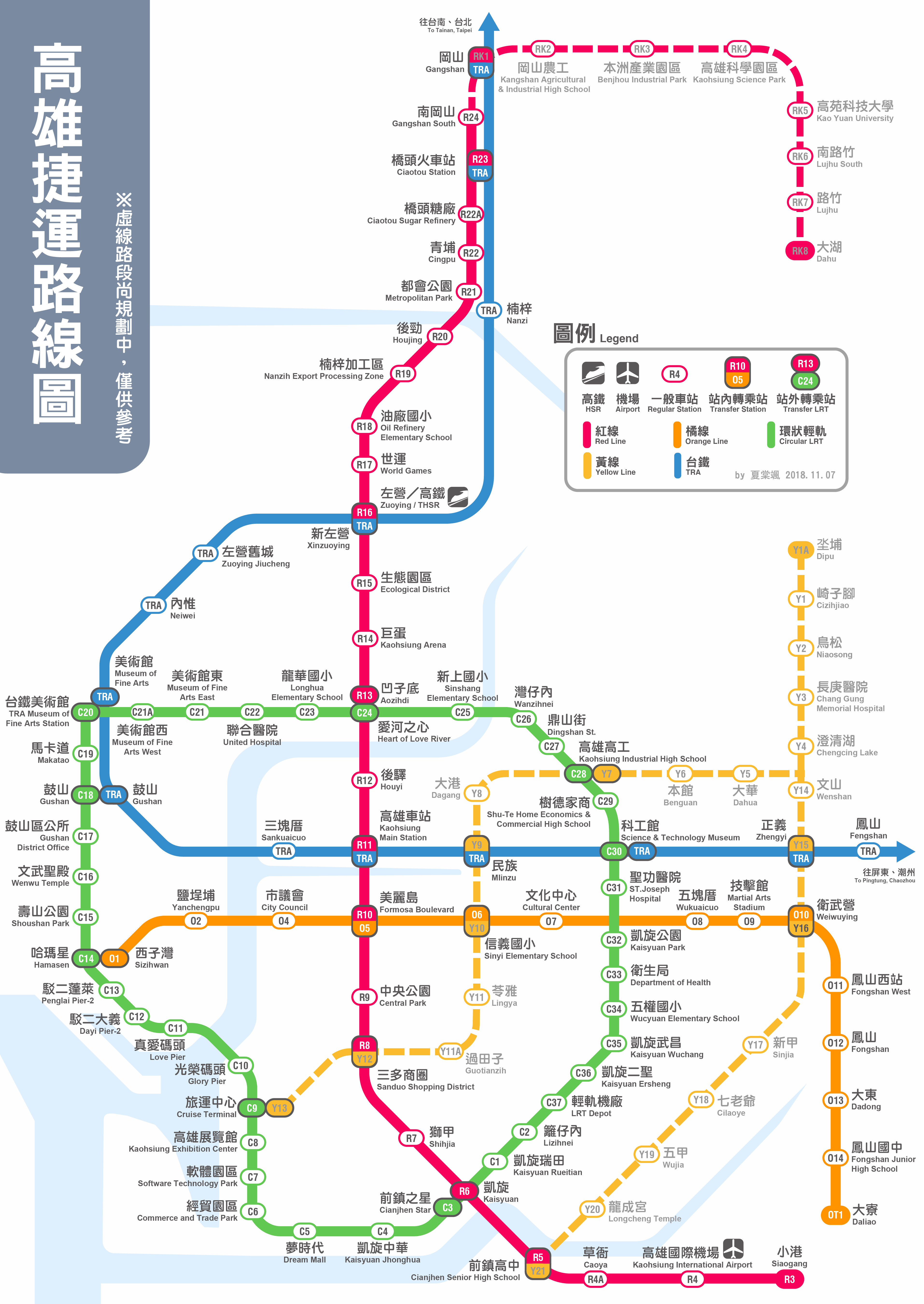

MRT cho Tuyến Đỏ và Tuyến Cam với 37 nhà ga, tổng độ dài là 42,7 km (26,5 mi). 27 nhà ga ngầm, 8 nhà ga trên cao và 2 nhà ga trên mặt đất. Tất cả nhà ga ngầm đều lắp cửa chắn an toàn.
Hệ thống đường sắt nhẹ (LRT) bao gồm Tuyến Vòng với 14 nhà ga - tổng độ dài 8,7 km (5,4 mi) với 1 ga trên cao và 13 ga trên mặt đất.
- Bảng thống kê KRTS:
  - Đang hoạt động: Tuyến chính: 3, Mở rộng: 0
  - Dự án: Tuyến chính: 9, Mở rộng: 6
  - Tổng tuyến: Tuyến chính: 11, Mở rộng: 6
  - Ga cuối: Tuyến chính: 1, Mở rộng: 1

| Tuyến | Ga cuối Khu               | Ga cuối Khu              | Số nhà ga | Chiều dài | Mở cửa | Depot               |
| ----- | ------------------------- | ------------------------ | --------- | --------- | ------ | ------------------- |
| Đỏ    | Cương Sơn Nam (Cương Sơn) | Tiểu Cảng (Tiểu Cảng)    | 24        | 28.3 km   | 2008   | Kiều Đầu; Tiền Trấn |
| Cam   | Tây Tử Loan (Cổ Sơn)      | Đại Liêu (Đại Liêu)      | 14        | 14.4 km   | 2008   | Đại Liêu            |
| Vòng  | Rainbow Park (Linh Nhã)   | Đường Hưng Long (Cổ Sơn) | 14        | 8.7 km    | 2016   | Tiền Trấn           |